# Håkan Svensson Skragge
Håkan Svensson Skragge var en svensk borgmästare och handlande, verksam i Filipstad.

## Biografi
Håkan Svensson Skragge var son till Sven Simonsson Skragge, som enligt traditionen tillhörde släkten Skragge, som kom från Norge till Värmland. Han tjänstgjorde under ett okänt antal år som Filipstads stads borgmästare.
Strokirk gifte sig med Margareta Nilsdotter. Genom detta äktenskap blev han stamfader till ätterna Skraggensköld, Lagerborg och Hermelin; far till kyrkoherden och kopparstickaren Simon Skragge; svärfar till Evert Strokirk, borgmästare i nämnda stad, och Jacob Herweg.